# Титула учтивости
Титула учтивости (енгл. Courtesy title) племићка је титула коју користе одређени чланови породице пера, док је сам пер носилац тзв. стварне титуле (енгл. Substantive title).
У Уједињеном Краљевству постоји детаљни систем титулисања у којем најстарији син, унук и праунук по мушкој линији могу користити помоћну титулу њихових предака, иако је сам предак тај који држи стварну титулу. Носиоци титуле учтивости су обични грађани (енгл. Commoners) који имају право да се кандидују за Дом комуна.
Супрузи пера и његовој дјеци је дозвољено да користе одређене титуле, зависно од ранга пера. Најстаријим синовима грофа, маркиза и војводе дозвољено је усвојити очеву сљедећу највишу титулу као израз учтивости, коју пак свакодневно користе као да су „стварни“ перови. Дјеца барона и висконта и млађи синови грофова познати су под њиховим именом и породичним презименом, а не према очевој титули. Испред имена им се додаје поштовани (енгл. The Honourable). Синовима војвода и маркиза се испред имена и породичног презимена додаје лорд (енгл. Lord), а не очева племићка титула. Синови грофова, међутим, могу бити називани само поштованима, не и лордовима.
Испред имена и презимена кћери грофова, маркиза и војвода додаје се леди (енгл. Lady). Војвоткињама се обраћа са војвоткињо (енгл. Duchess) или са Ваша милости (енгл. Your Grace). Све друге супруге перова се титулишу тако што се испред имена и презимена њиховог мужа додаје леди.